# William Stubbs
William Stubbs (født 21. juni 1825 i Knaresborough, død 23. april 1901 i Cuddesdon ved Oxford) var en engelsk historiker.
Stubbs blev 1848 ordineret til præst, men vandt snart et stort navn som lærd historiker og blev 1866 professor i
modern history i Oxford; senere trådte han dog atter i kirkens tjeneste og blev 1884 biskop i Chester, 1888 i Oxford. Hans hovedværk er The constitutional history of England in its origin and development (3 bind, 1874—78 ff.), den grundigste fremstilling af den ældre engelske forfatningshistorie, og han har meget fremmet studiet ved sine Select charters and others illustrations of English constitutional history (1870 ff.). Desuden har Stubbs leveret mange fortræffelige udgaver af engelske middelalderhistorikere.